# 117학교여성폭력긴급지원센터
117학교여성폭력긴급지원센터(-學校女性暴力緊急支援-)는 학교폭력, 여성폭력, 성매매 피해자의 인권보호와 구조를 수행하는 대한민국 경찰청 소속기관이다. 서울특별시 용산구 한강대로 71길 37(갈월동) 소재 경찰인권센터 빌딩 별관 1층에 위치하고 있다.

## #0117 신고 누락 사고
2018년 연말에 서버 이동 작업이 있었다. 그 과정 사이에 접수한 학생의 신고가 누락되는 사고가 일어났다. 신고시 접수 확인 문자를 받게 되는데, 접수 확인 문자는 받게 되지만 전산에는 기록되지 않는거다. 당시 경찰측에서는 누락이 왜 일어났는지 원인이 막막하다는 입장만 내놓았다.

## 신고 방법
- 전화: 전국 국번 없이 117
- 문자메시지: #0117(무료)
- 인터넷: 안전Dream 웹사이트
- 방문: 117센터에 방문하여 신고·상담

## 참고
1. ↑  “[단독] '학교폭력 117' 도움 요청했는데 "누락"…오류 원인도 감감”. 2019년 1월 22일에 확인함.
2. ↑  “'117 학교폭력' 신고했는데.."서버 이상으로 신고 누락"”. 2019년 1월 22일. 2019년 1월 22일에 확인함.